# Castello di Rivalta di Torino
Il castello di Rivalta è un castello risalente all'anno 1000 che sorge a Rivalta di Torino, in Piemonte. Fu fondato sopra un rialzo di terreno sovrastante la vicina campagna.

## Descrizione
Ha l'aspetto di una grande fortezza circondata da mura di pietra e da un fossato, ora asciutto, per oltrepassare il quale c'era un ponte levatoio che, in caso di pericolo era sollevato. Oggi al suo posto c'è un ponte in muratura, che porta all'ingresso dello stesso castello.
Il robusto portone si trova alla base di una torre merlata. Attorno al castello c'è un ampio parco tutto racchiuso nelle mura.

## Storia
Il primo nucleo fortificato di Rivalta fu l'incastellamento che caratterizzò tutta l'Italia settentrionale. All'interno di esso prese sviluppo il progetto del marchese di Torino Olderico Manfredi, che consisteva nel trasformare in un principato territoriale quel che era stato un potere di giurisdizione pubblica.

### Dal Mille all'Ottocento
Il più antico documento in cui si fa cenno a Rivalta risale al 1016 e riguarda la donazione di un feudo: venne eseguita da Oddone, figlio del marchese Manfredo, a vantaggio del monastero femminile di san Pietro di Torino. Invece il primo cenno sul castello risale al 1029, ed è relativo alla donazione dei beni situati in Ripalta: questa donazione fu elargita dal marchese Olderico e dalla di lui moglie Berta al monastero di San Giusto di Susa, da loro stessi fondato. Già nel 1062 esisteva, nel luogo denominato Ripalta, un castrum costituito da una torre, a cui se ne aggiunsero successivamente delle altre, e di un sistema di difesa fortificato: le mura, il fossato, un corso d'acqua. Il fenomeno dell'incastellamento aveva preso avvio, durante il X secolo, nell'Italia del nord, sia dalle necessità difensive relative alle invasioni degli Ungari e dei Saraceni. Era determinante considerare la posizione strategica del castello rispetto alla porzione di territori sul quale esercitare i propri diritti giurisdizionali.
Il possesso del castello passò dunque ai funzionari degli Arduinici: dopo la morte di Adelaide di Susa, marchesa di Torino, essi privatizzarono il feudo stringendosi come tutte le altre famiglie della zona attorno al suo erede Umberto I di Savoia quando egli scese in Italia nel 1097 dalla valle di Susa. Essi poterono perciò esigere un pedaggio da chiunque passasse da Rivalta lungo la strada da e verso le Alpi.
Nel corso dell'XII e XIII secolo i signori di Rivalta, riuscirono, non senza conflitti, ma con molta abilità, a mantenere e consolidare i propri beni. Intenzionati ad aumentare i loro poteri e a tramandarli per via ereditaria, riuscirono ad espandere l'egemonia politica sull'area del percorso stradale che da Avigliana portava a Torino, attraverso la Val Sangone.
Il primo luglio 1149 Rinsaldo signore di Rivalta strinse un patto con i cittadini di Torino in cui s'impegnava a combattere in loro favore contro chiunque, eccetto che si trattasse dei Consignori di Trana, suoi cugini. Il patto era pensato contro il conte di Savoia, che negli anni successivi avevano occupato la stessa Torino. Nel 1159 però il vescovo Carlo ottenne dall'imperatore un diploma che gli garantì il completo controllo di Torino e una discreta influenza anche nell'area circostante. Spaventati dal possibile imporsi di una signoria ecclesiastica Rinsaldo e suo figlio Olrico si allearono con il conte di Savoia Umberto III, nipote di Umberto II, che sosteneva il papa contro l'imperatore Federico Barbarossa. Il sovrano però reagì e nel 1176 saccheggiò Rivalta.
Fatta la pace nel 1185 tra Papa e il Barbarossa, il possesso di Rivalta ritornò ad Olrico che però dovette accettare il dominio feudale del vescovo torinese. Le sue guerre contro il vescovo non per questo si fermarono e nel 1195 Olrico vide un ulteriore distruzione di Rivalta per la guerra tra il vescovo Arduino di Valperga e i signori di Piossasco: Rivalta fu ancora distrutta dall'imperatore Enrico VI di Svevia, figlio di Federico Barbarossa. In seguito a questo il castello non si poté riedificare sino al 1229.
Dopo questa data i signori rivaltesi ricominciarono a fiorire con l'acquisizione dei diritti sul castello di Reano nel 1233 e, nel 1295, con quelli sul castello di Trana. Infine nel 1344 avviene l'investitura da parte di Amedeo VI di Savoia nel fondo di Reano ai signori Guglielmo e Nicolò, che si erano spartiti la signoria dopo la morte nel 1341 del padre Risbaldo. Intanto altre abitazioni erano sorte intorno al castello. Tanti piccoli tasselli, disposti uno accanto all'altro, formando come un guscio in cui sentirsi protetti. Il castello costituiva in ogni caso il fulcro della circoscrizione territoriale dominata dai signori locali il cui potere era espresso non solo dal possesso della terra, ma anche, dall'esercizio dei diritti politici, amministrativi e giurisdizionali. Questo nonostante l'emergere, verso la fine del XIII secolo, dell'entità Comunale costituita da ‘'sapiens homini”. Il castello era, oltre che dimora del sovrano, “cassetta di sicurezza per le cose preziose” dove i prodotti della terra erano al sicuro. Il castello svolgeva anche funzione di ricetto, ovvero che, in caso di guerre i cittadini si andavano a rifugiare nel castrum. In seguito allo sviluppo edilizio del castello la popolazione contadina aumentò e allora si costruì nella meta del 300 un ricetto più grande. In accordo con il potere signorile la comunità definiva il perimetro dello spazio da fortificare, costruiva mura, collegandole a quelle del castello, e tre porte attraverso cui entrare ed uscire dal ricetto. Queste porte erano, tutte e tre delle torri, aperte verso l'interno, utili per la difesa ma anche per il controllo del passaggio dei forestieri.
I signori di Rivalta sino al 1500 non ebbero preoccupazioni circa il cognome essendo in uso fin dall'epoca carolingia che le famiglie nobili aventi signoria su qualche località alla metà dell'XI secolo cominciarono ad usarsi i primi soprannomi quali nomi di famiglia, però quei nobili che signoreggiavano qualche villaggio continuarono a denominarsi dal villaggio: così fecero le più antiche e nobili famiglie piemontesi, quali, ad esempio, Valperga, Morozzo, Piossasco, eccetera. Fra questi abbiamo i signori Rivalta.

### Ottocento e Novecento
Il castello rimane di proprietà degli Orsini fino al 1823, anno in cui l'ultimo discendente, Gioacchino lo vende al conte Cesare Della Chiesa di Benevello che subito lo restaura e lo abbellisce con un parco.
All'inizio del Novecento il castello passa in eredità prima alle figlie di Cesare di Benevello, Bianca e Cecilia (1829-1909), e poi a Beatrice Solaro del Borgo e al marchese Carlo Solaro del Borgo. Il 12 luglio del 1912 venne acquistato da Secondo Martino. Nei pochi anni in cui ne è proprietario Secondo Martino cerca di ridare vita al castello medievale, ripristina il cortiletto interno, il salone con gli arredi in stile impero, il salone con i cassettoni.
Nella seconda metà del Novecento, durante i passaggi di proprietà successivi al Bocca, il castello ha subito trasformazioni e stravolgimenti a partire dalla distruzione del parco, avvenuta nei primi anni Cinquanta, fino agli interventi che ne hanno cancellato in parte gli interni, dovuti all'introduzione dei comfort moderni.
Prima della cessione al comune, il castello è stato per più di 40 anni in proprietà alla famiglia Pogliano.